# Jamey Rodemeyer
Jamey Rodemeyer (Buffalo, 21 de março de 1997 – Amherst, 18 de setembro de 2011) foi um estudante e ativista estadunidense. Declarado como bissexual, Jamey postava vídeos no YouTube, bem como outras informações em redes sociais, nas quais ele comentava sobre o bullying homofóbico do qual era vítima e apoiava aqueles que passavam por situação semelhante. Suicidou-se em 18 de setembro de 2011, após sofrer por algum período com crescente intimidação. Suas postagens virtuais e a notícia de seu suicídio causou grande comoção por várias partes do mundo, e se tornou um exemplo de tragédias que podem vir a resultar do bullying.

## Vida pessoal
Jamey T. Rodemeyer vivia com os pais, Tim e Tracy Rodemeyer, e a irmã, Alyssa, próximo à cidade de Buffalo, região oeste do estado de Nova Iorque. Devido sua sexualidade, Rodemeyer sofria bullying constantemente. Jamey era um grande fã da cantora Lady Gaga, a quem se referia constantemente em suas postagens, afirmando a importância da cantora em sua aceitação como bissexual.

### Personalidade
Após assumir ser bissexual, Jamey enfrentou o assédio e a intimidação durante quase todo o período em que cursou o ensino médio. "Era algo tão sufocante que meu filho não conseguia mais estudar, ter amigos ou sair na rua", "...como se o mundo todo estivesse contra ele", relatou sua mãe, Tracy Rodemeyer. "E todo meu apoio não foi suficiente para evitar o pior", conclui Tracy.
A família e os amigos de Jamey afirmaram que ele era um garoto amável e bondoso, que se preocupava com os outros. A mãe o descreve como "a criança mais doce, mais gentil, que podia existir." Olivia Rinaldo, uma aluna do oitavo ano da Heim Middle School, relatou que ele fazia amizades com aqueles que menos a tinham.

## Ativismo
Rodemeyer encontrou o bullying ao longo do ensino médio por causa de sua bissexualidade. Ele esperava encontrar compreensão nas redes sociais, no entanto, as várias mensagens (a maioria anônimas) que foram enviadas eram homofóbicas: "Pessoas como você não deveriam ter nascido, o melhor que você faz é dar um tiro na própria cabeça com uma vida tão devassa". Ele havia anunciado sua bissexualidade através da internet alguns meses antes de se suicidar, e começou a utilizar de antidepressivos e a fazer terapias.
Apesar disso, ele usou suas experiências para fazer vídeos no YouTube com o nome de usuário xgothemo99xx para ajudar outras pessoas que estavam enfrentando situações semelhantes. Ele também fez um vídeo para o projeto "It Gets Better", um site dedicado a prevenção de suicídio entre adolescentes.

## Morte
Na manhã de 18 de setembro de 2011, Jamey foi encontrado morto por sua irmã, do lado de fora de sua casa.  Seu suicídio foi o segundo entre os alunos da escola em que estudava desde 2010, no um garoto chamado Joe Chearmonte havia tirado a própria vida em fevereiro.
Pouco antes de sua morte, ele postou uma atualização final no Twitter, que foi direcionado para Lady Gaga. agradecendo a artista por tudo o que ela havia feito.

## Repercussão
Ao saber do suicídio, a cantora Lady Gaga publicou uma mensagem no Twitter: "Nos últimos dias reflecti, chorei e gritei. Tenho tanta raiva dentro de mim. É difícil sentir o amor quando a crueldade tira a vida a alguém. Jamey Rodemeyer, 14 anos, suicidou-se por causa do bullying. O bullying tem de se tornar ilegal. É um crime de ódio. Vou-me reunir com o nosso Presidente [ Barack Obama ]. Não vou parar de lutar. Isto tem de acabar. A nossa geração tem o poder para acabar com isto".